# Jüdischer Friedhof (Třebotov)

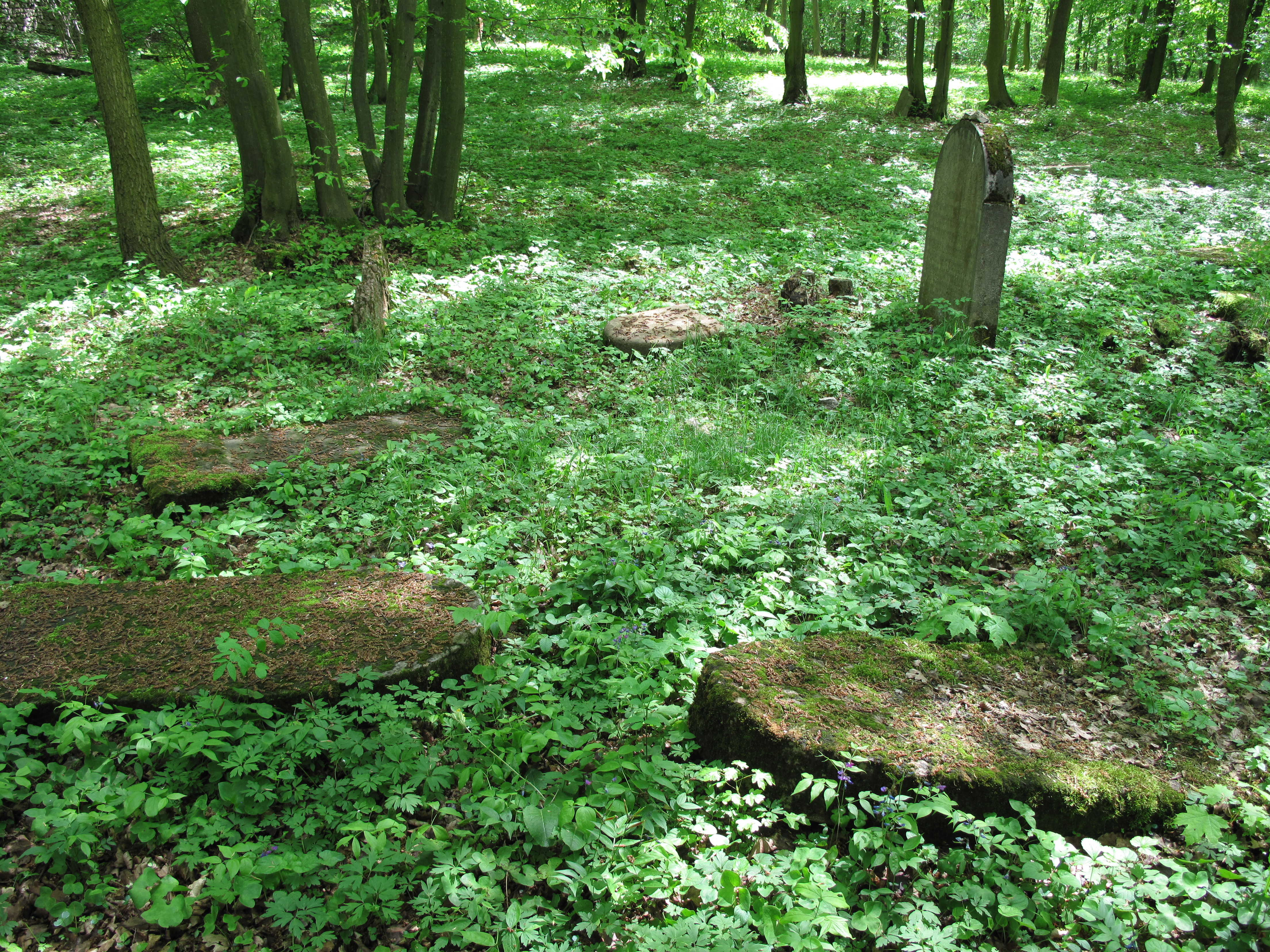
Jüdischer Friedhof in Třebotov

Der Jüdische Friedhof in Třebotov (deutsch Trebotau, auch Tschebotau), einer tschechischen Gemeinde in der Mittelböhmischen Region und nur 16 Kilometer südwestlich des Stadtzentrums von Prag entfernt, wurde 1761 angelegt.  
Auf dem jüdischen Friedhof sind nur noch wenige Grabsteine vorhanden. Der älteste erhaltene Grabstein stammt aus dem Jahr 1795.